# Reguliersgracht 111-115

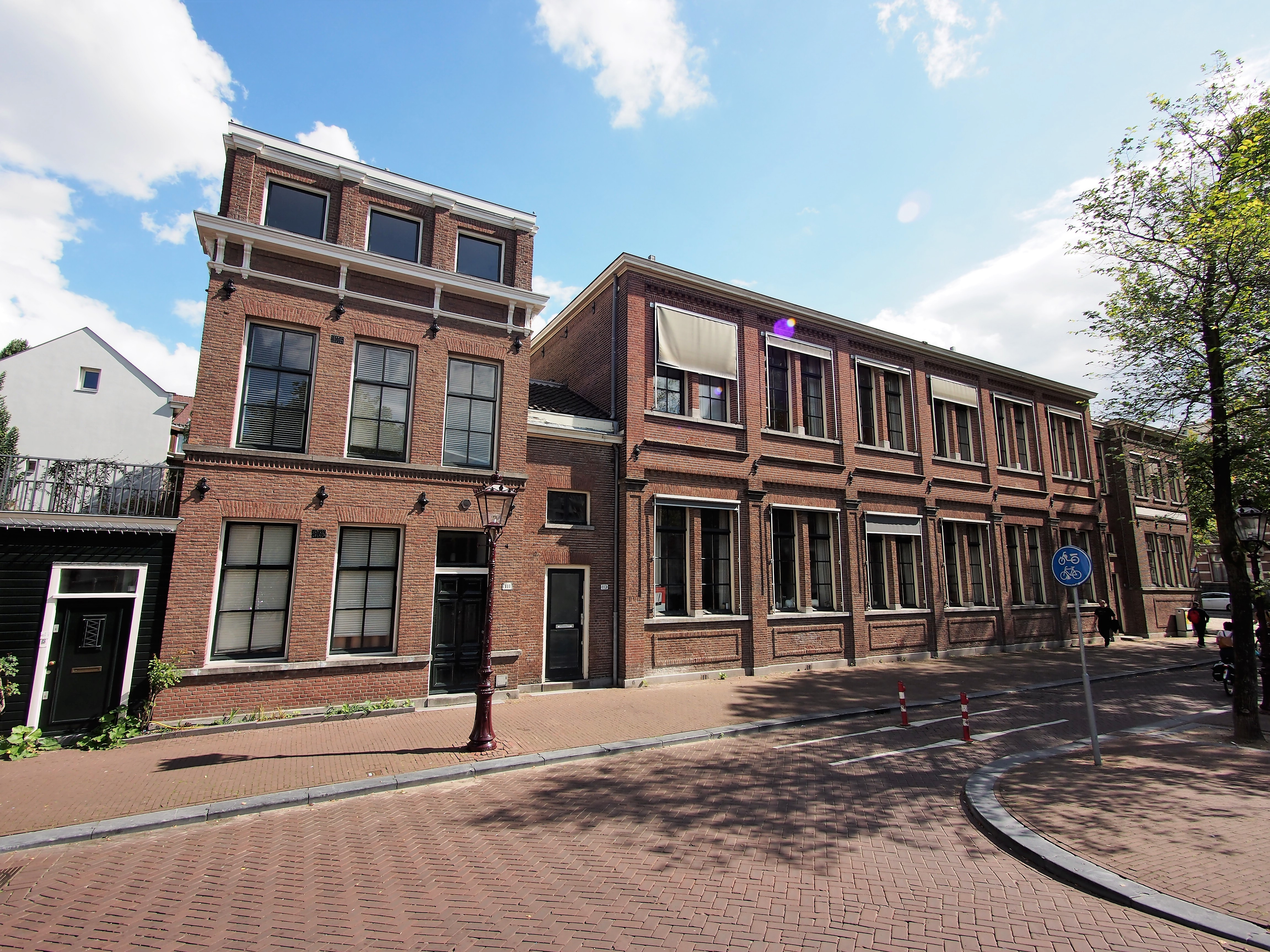
Deel Reguliersgracht (2017)

Reguliersgracht 111-115 te Amsterdam-Centrum is een gebouw aan de Reguliersgracht in Amsterdam-Centrum. Het staat in de gevelwand tussen de kruisingen met de Falckstraat en de Weteringschans. Het gebouw heeft ook een ingang aan de Weteringschans, nummer 259.
Dit klassiek opgetrokken schoolgebouw uit 1868 is vermoedelijk ontworpen door de stadsarchitect Bastiaan de Greef al dan niet met assistentie van Willem Springer. In juli 1868 vond de aanbesteding plaats. In het langgerekte gebouw werd een lagere school gevestigd voor de rijkere jeugd en dan alleen jongens. De school was populair, want hij moest in de jaren na de oplevering diverse keren verbouwd worden. Zo kwam er in 1875 een nieuwe gymnastiekzaal en werden klaslokalen gesplitst. In 1898 kwamen er weer (meer) klassen en dat leidde vermoedelijk in die jaren tot uitbreiding met een tweede verdieping. In 1930 vond men de hoofdingang op de gracht niet meer toereikend er kwam op de Weteringschans een nieuwe hoofdingang (er is een soort pleintje aldaar). In 1937 kwam de Joodse Uitgebreid Lager Onderwijs (ULO) van Kennis en Godsvrucht in het gebouw.  Die school kende vanwege de Duitse bezetting maar een kort leven. Onder het Nazi-regime moesten Joodse kinderen vanaf 1941 gescheiden onderwijs krijgen. De daarop volgende deportaties naar concentratie- en vernietigingskampen zorgden voor een snelle afname van het aantal leerlingen. De school kreeg na de Tweede Wereldoorlog een nieuwe naam: Zacharias Janseschool.
Tymon Meijer legde het originele bouw rond 1882 vast.

## Huidig gebruik
Sinds 2017 is een aantal uitgeverijen in het gebouw gevestigd: Em. Querido's Uitgeverij, Athenaeum - Polak & Van Gennep, Nijgh & Van Ditmar en De Arbeiderspers. Al eerder was Humanitas hier gevestigd.